# アゼルスタン・アシリング
アゼルスタン・アシリング（Æthelstan Ætheling, 980年代 - 1014年6月25日）は、イングランド王エゼルレッド2世とその最初の妃エルフギフ・オブ・ヨークとの長男で、イングランド王国の王位継承者であった。父に先立って死去した。

## 生涯
993年に父の勅許状の証人として初めて登場した。おそらく幼少期を西サセックスのアシリンガデンで過ごし、父方の祖母エルフトリスが育成に重要な役割を果たしたと思われる。アゼルスタンの生涯についてはほとんど何も知られていないが、イースト・ミッドランズの5つの地域の主要な2人の領主、シゲフォースとモーカーと友人関係を築いたと思われる。
1013年、エゼルレッド2世はノルマンディーへの一時的な亡命を余儀なくされ、スヴェン王の治世中にアゼルスタンと生き残った同腹の兄弟であるエドマンド剛勇王とエドウィグがどうしたかは不明であるが、彼らはおそらくイングランドのどこかに留まっていたと思われる。アゼルスタンが最後に登場するのは1013年の勅許状である。
アゼルスタンは「戦う王子」であり、剣、貴重な軍馬、戦闘装備を膨大に保持していた。遺言書は死の日に作成され、その複写が今も残っているが、その中で弟エドマンド剛勇王に、かつてマーシア王オファが所有していた剣と、自身の領地の一部、その他の戦闘装備品を残した。もう一人の同母弟であるエドウィグには、銀の柄の剣を贈った。残された領地と財産の多くは、教会、友人、召使に分配された。また、剣の研磨師と鹿狩りの名人にも遺贈した。
アゼルスタンは遺言書の中で父、祖母、養母について言及しているが、実母については触れていない。また、継母や異母弟についても言及していないことから、当時の王家の分裂状況がうかがえる。アゼルスタンはウィンチェスターのオールド・ミンスターに埋葬されたが、922年にエドワード長兄王の弟エゼルウェアルドが埋葬されて以来、王でない人物が埋葬されたのはこれが初めてである。